# Шёнеберг (Уккермарк)
Шёнеберг (нем. Schöneberg) — община в Германии, в земле Бранденбург.
Входит в состав района Уккермарк. Подчиняется управлению Одер-Вельзе.  Занимает площадь 45,38 км².

## Население
| Год  | Численность | Численность |
| ---- | ----------- | ----------- |
| 1910 | 1268        | [ 1 ]       |
| 1950 | 1329        | [ 1 ]       |
| 1990 | 813         | [ 1 ]       |
| 2000 | 992         | [ 1 ]       |
| 2010 | 852         | [ 2 ]       |
| 2020 | 756         | [ 3 ]       |

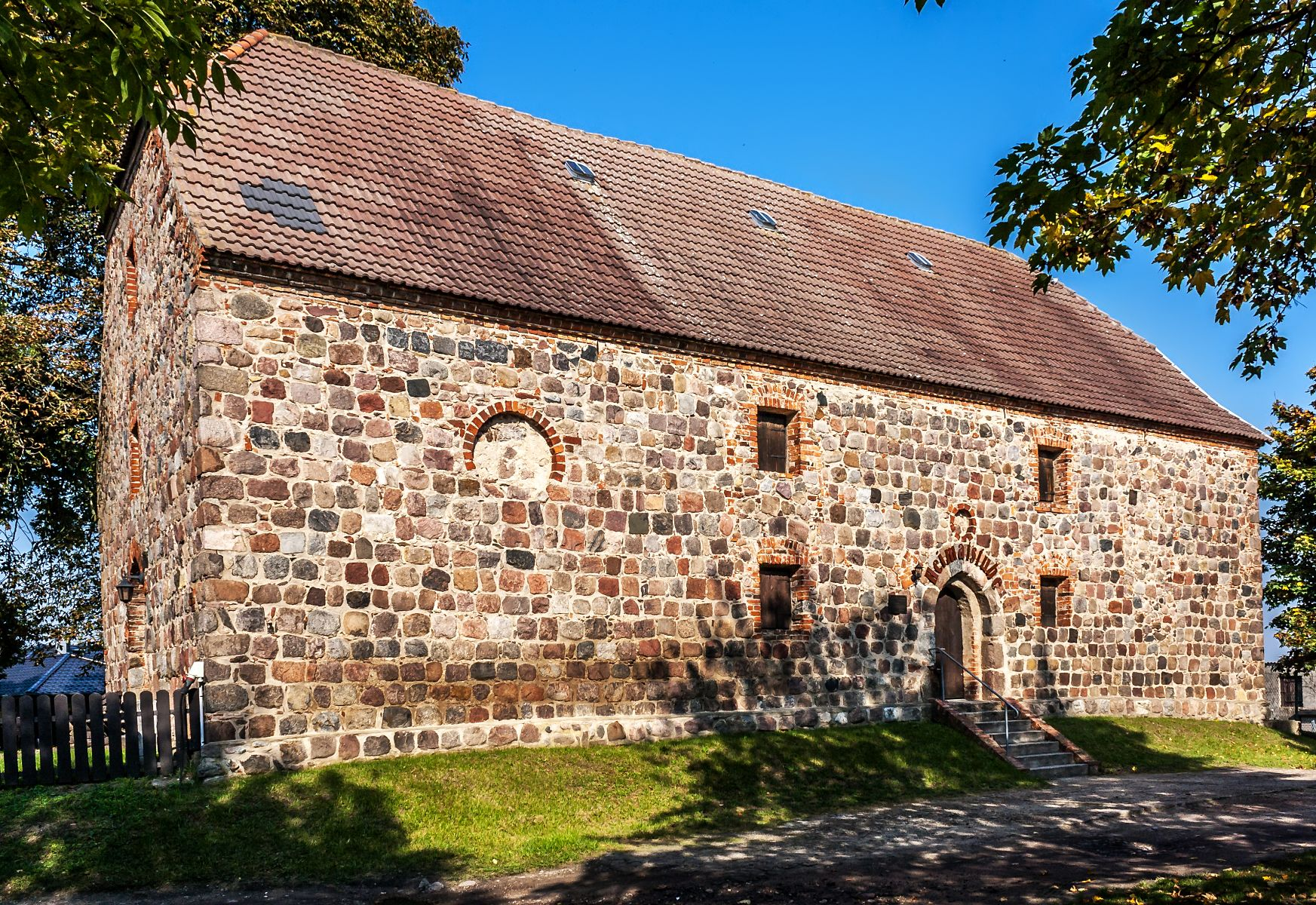
Ehemalige Kirche von Schöneberg
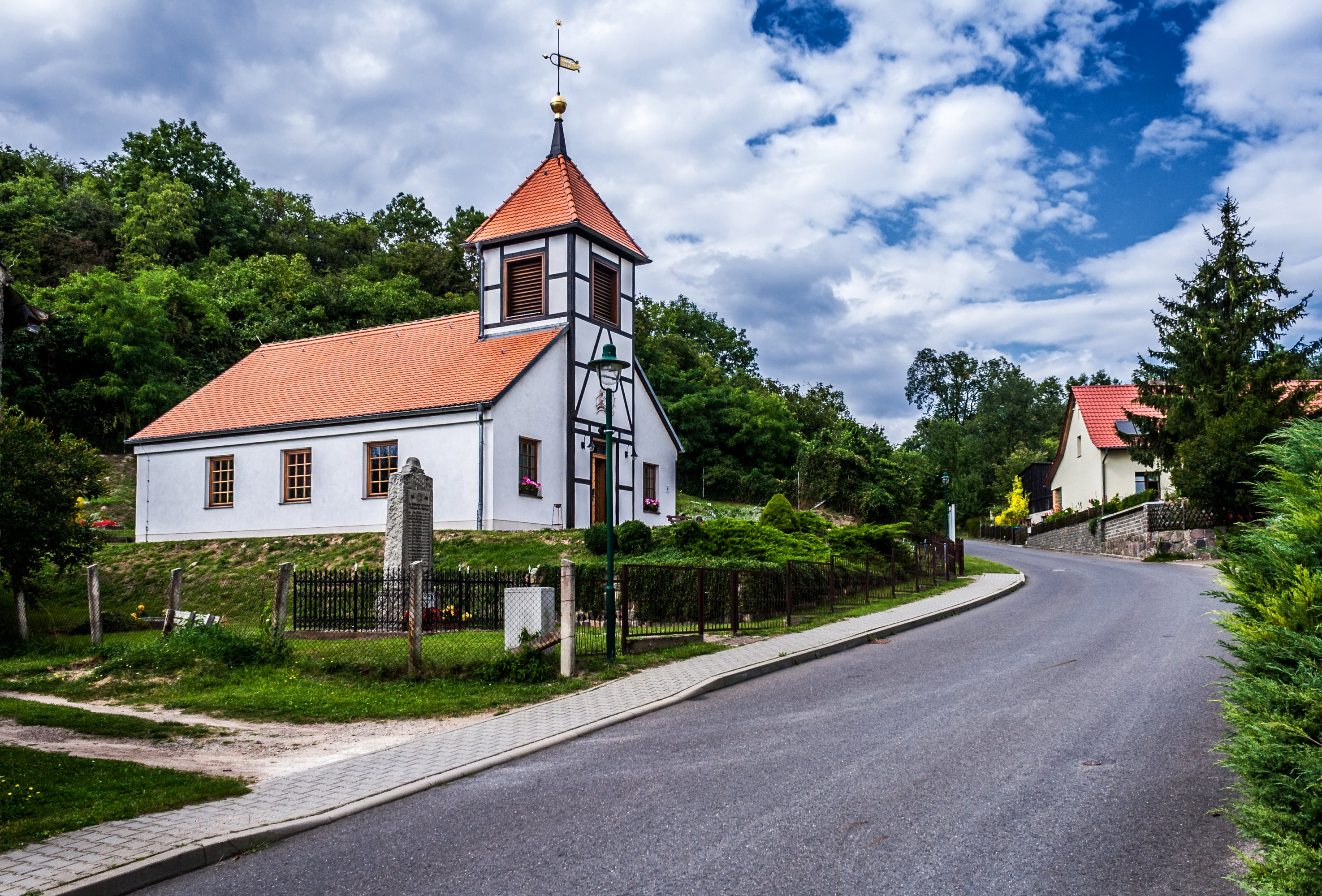
Haus am Strom
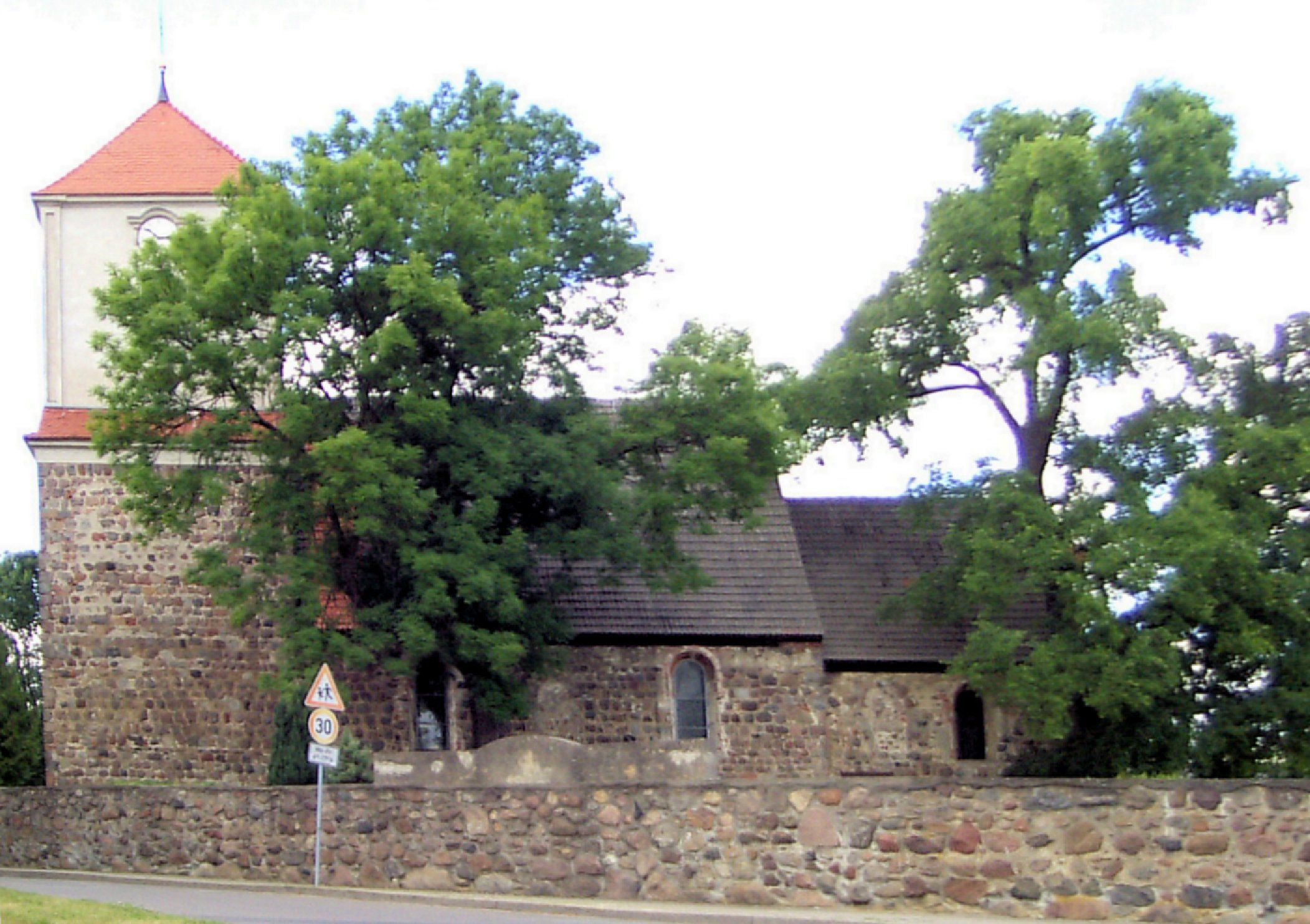
Kirche im Ortsteil Felchow
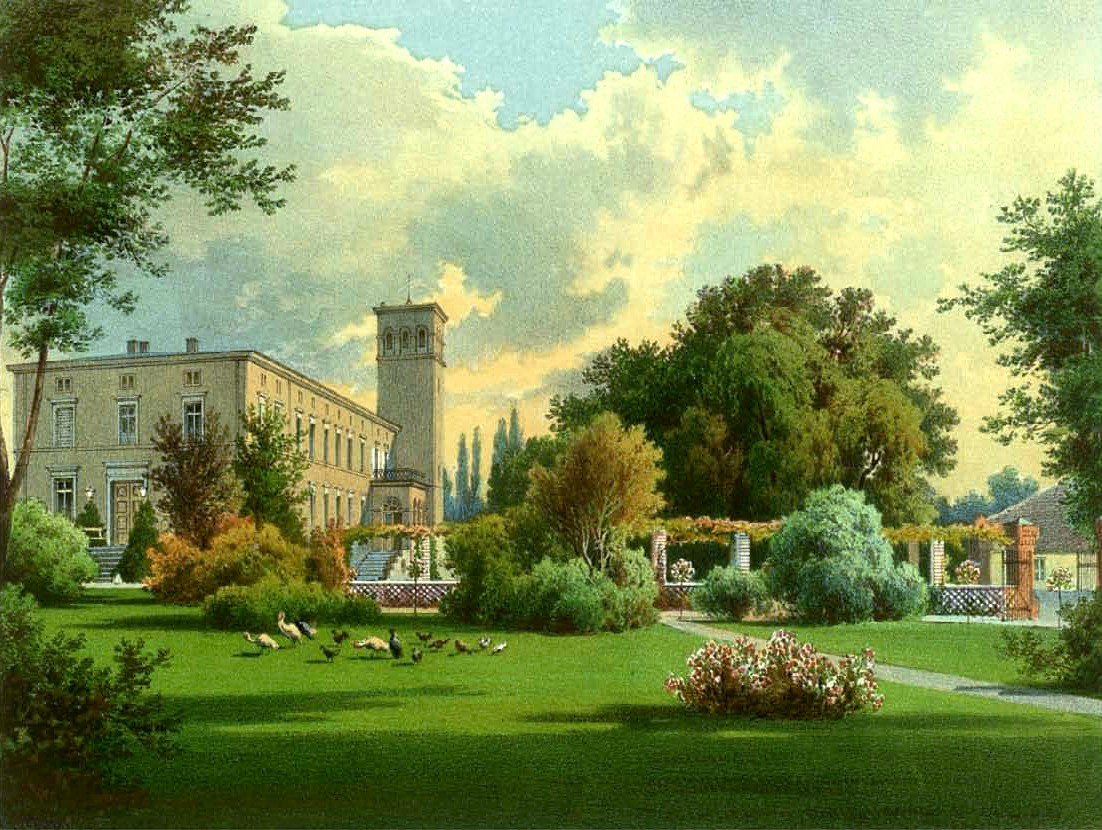
Schloss Felchow um 1860, Sammlung Alexander Duncker